# Abantis rubra
Abantis rubra là một loài bướm ngày thuộc họ Bướm nhảy. Loài này được tìm thấy ở Nigeria (sông Oyono), Cameroon, Cộng hòa Congo, Cộng hòa Trung Phi và Cộng hòa Dân chủ Congo. Rừng là môi trường sống của loài này.